# Phạm Hồng Minh
Phạm Hồng Minh (sinh ngày 10 tháng 4 năm 1946) là một sĩ quan cao cấp trong Quân đội nhân dân Việt Nam, hàm Trung tướng, nguyên Phó Tư lệnh về Chính trị Quân khu 4, Đại biểu Quốc hội Việt Nam khóa XI.

## Tiểu sử
Phạm Hồng Minh tên thật là Phạm Văn Minh, sinh ngày 10 tháng 4 năm 1946 tại xã Nghi Long, huyện Nghi Lộc, tỉnh Nghệ An. Tháng 10 năm 1963, ông nhập ngũ khi chỉ mới 17 tuổi, bắt đầu phục vụ tại Tiểu đoàn 15 công binh thuộc Sư đoàn 325. Trong Chiến tranh Việt Nam, ông từng tham gia chiến đấu ở nhiều chiến trường như Tây Nguyên, Phú Yên, Khánh Hòa. Từ năm 1972, ông lần lượt trải qua các chức vụ Chính trị viên Tiểu đoàn 7, Trung đoàn 20 thuộc Binh chủng đặc công tinh nhuệ của Quân khu 9, Phó Chủ nhiệm chính trị E20.
Năm 1976, ông được cử đi học tại Học viện Quân sự. Hai năm sau ông tốt nghiệp và đảm nhiệm Trợ lý Cục chính trị Quân khu 4. Đến năm 1997, ông được bổ nhiệm làm Phó Tư lệnh về Chính trị (Chính ủy) Quân khu 4, và được thăng hàm Thiếu tướng một năm sau đó. Năm 2000, ông được bầu làm Bí thư Đảng ủy Quân khu. Năm 2002, ông trúng cử Đại biểu Quốc hội Việt Nam khóa XI. Năm sau, ông tiếp tục được thăng hàm Trung tướng. Năm 2006, ông nghỉ hưu theo chế độ nhưng vẫn tiếp tục nhiệm kỳ Đại biểu Quốc hội.

## Lịch sử thụ phong quân hàm
| Năm thụ phong | 1998        | 2003        |
| ------------- | ----------- | ----------- |
| Quân hàm      |             |             |
| Cấp bậc       | Thiếu tướng | Trung tướng |